# Lacus Veris
Il Lacus Veris ("Lago della primavera", in latino) è un mare lunare. Ha un'estensione di circa 396 km.